# Espaço de Urysohn
Em topologia, um espaço de Urysohn é um espaço topológico em que dois pontos quaisquer podem ser separados por vizinhanças fechadas disjuntas. Alguns autores chamam estes espaços de espaço T2½ [carece de fontes?], porque esta propriedade é mais forte que Hausdorff (T2) e mais fraca que T3.